# Egoist (гурт)
Egoist (стилізовано EGOIST) — японський поп-дует, що складається з автора пісень Рьо (Ryo) з Supercell і вокалістки Челлі (Chelly). Проект був сформований з метою створення музики до аніме-серіалу Guilty Crown (2011), проте продовжив своє існування і після його закінчення. Дебютний альбом під назвою «Extra terrestrial Biological Entities» («Позаземні Біологічні Сутності») вийшов у вересні 2012 року.

## Історія
У 2011 році Рьо, композитору і автору текстів групи Supercell, було доручено створення опенінґа та ендінґа до майбутнього аніме Guilty Crown. У тому ж році, Supercell проводили кастинг з 25 травня по 19 червня на вокалістку для запису третього студійного альбому гурту Zigaexperientia (2013), а Рьо також шукав вокалістку Egoist, вигаданого гурту в аніме Guilty Crown. І 25 травня з-поміж 2000 претендентів була обрана сімнадцятирічна Челлі, яка стала вокалісткою проекту EGOIST під візуальний образом Інорі Юдзуріхи.
Дебютний сингл співачки «Departures ~ Anata ni Okuru Ai no Uta ~» (яп. Departures －あなたにおくるアイの歌, Відправлення - Пісня про кохання, яку я надсилаю тобі), який було використано як перший ендінґ аніме Guilty Crown, поступив у продаж 30 листопада 2011 року. Другий сингл «The Everlasting Guilty Crown» («Вічний вінець провини») став другим опенінґом Guilty Crown і вийшов 7 березня 2012. В обох синглах були присутні ремікси «Boom Boom Satellites». Дебютний альбом Egoist Extra terrestrial Biological Entities (укр. Позаземні біологічні сутності) вийшов 19 вересня 2012 року.
Оскільки, проект EGOIST був створений спеціально для аніме Guilty Crown, по закінченню серіалу він повинен був закритися. 23 березня 2012 на японському телебаченні вийшла остання 22 серія аніме. Але після завершення Guilty Crown продюсери співачки не стали відкладати вирішення долі проекту і прийняли рішення про продовження діяльності Челлі.
У тому ж році було анонсовано оригінальне аніме Psycho-Pass, перша серія якого вийшла на екрани Японії 12 жовтня 2012 року. Третій сингл EGOIST «Namae no Nai Kaibutsu» (яп. 名前のない怪物, Безіменне чудовисько) надійшов у продаж 5 грудня 2012 року і став першим ендінґом аніме. Четвертий сингл, випущений 6 березня 2013 з красивою назвою «All Alone With You» (укр. Наодинці з тобою), було використано як другий ендінґ серіалу і за перший тиждень продажів був розкуплений у кількості 20965 копій.
6 листопада 2013 EGOIST записала цифровий сингл «Suki to Iwareta Hi» (яп. 好きと言われた日, День, коли ти зізнався мені в коханні), який виконала на Virtual Live в рамках фестивалю AFA 2013. Свій п'ятий сингл «Fallen» (укр. Полеглі) вона випустила 19 листопада 2014 року і ця пісня стала ендінґом аніме 2014 року Psycho-Pass 2.

## Дискографія

### Студійні альбоми
| Назва                                 | Інформація про альбом                                                                       | Найвища позиція | Найвища позиція | Найвища позиція | Найвища позиція | Продажі (JPN) |
| Назва                                 | Інформація про альбом                                                                       | JPN             | KOR             | KOR за кордоном | TWN Східна Азія | Продажі (JPN) |
| ------------------------------------- | ------------------------------------------------------------------------------------------- | --------------- | --------------- | --------------- | --------------- | ------------- |
| Extra Terrestrial Biological Entities | - Вихід: 23 травня, 2012 (Японія) - Лейбл: Sony - Формат: CD, CD/DVD, онлайн-розповсюдження | 9               | 58              | 6               | 4               | 50,000        |

### Сингли
| «Departures (Anata ni Okuru Ai no Uta)»          | 2011 | 8  | 20 | —  | — | 46,000 |                           | Extra Terrestrial Biological Entities |
| «The Everlasting Guilty Crown»                   | 2012 | 7  | 15 | —  | — | 51,000 | - RIAJ (цифровий): Золото | Extra Terrestrial Biological Entities |
| «Namae no Nai Kaibutsu»                          | 2012 | 6  | 9  | —  | — | 41,000 | - RIAJ (цифровий): Золото | Greatest Hits 2011-2017 "Alter Ego"   |
| «All Alone with You»                             | 2013 | 6  | 9  | —  | — | 33,000 |                           | Greatest Hits 2011-2017 "Alter Ego"   |
| «Suki to Iwareta Hi»                             | 2013 | —  | —  | —  | — |        |                           | Greatest Hits 2011-2017 "Alter Ego"   |
| «Fallen»                                         | 2014 | 9  | 8  | 19 | 1 | 27,000 |                           | Greatest Hits 2011-2017 "Alter Ego"   |
| «Reloaded»                                       | 2015 | 6  | 6  | —  | — | 28,493 |                           | Greatest Hits 2011-2017 "Alter Ego"   |
| «Kabaneri of the Iron Fortress»                  | 2016 | 2  | 4  | —  | — | 30,341 |                           | Greatest Hits 2011-2017 "Alter Ego"   |
| «Welcome to the *fam»                            | 2016 | —  | —  | —  | — | —      |                           | Greatest Hits 2011-2017 "Alter Ego"   |
| «Eiyū: Unmei no Uta»                             | 2017 | 5  | 7  | —  | — | 21,709 |                           | Greatest Hits 2011-2017 "Alter Ego"   |
| «Sakase ya Sakase»                               | 2019 | 8  | 11 | —  | — | 13,352 |                           | Не увійшов до альбому                 |
| «Saigo no Hanabira (the meaning of love)»        | 2020 | —  | 53 | —  | — | —      |                           | Не увійшов до альбому                 |
| «Zettai Zetsumei»                                | 2021 | —  | —  | —  | — | —      |                           | Не увійшов до альбому                 |
| «Gold»                                           | 2022 | 17 | —  | —  | — | 3,108  |                           | Не увійшов до альбому                 |
| «—» — не увійшли до чартів або не були випущені. |      |    |    |    |   |        |                           |                                       |

### Відеокліпи
| Рік  | Назва пісні                             | Режисер(и)                      |
| ---- | --------------------------------------- | ------------------------------- |
| 2011 | «Departures (Anata ni Okuru Ai no Uta)» |                                 |
| 2012 | «The Everlasting Guilty Crown»          |                                 |
| 2012 | «Planetes»                              |                                 |
| 2012 | «Namae no Nai Kaibutsu»                 | Масакадзу Фукацу                |
| 2013 | «All Alone with You»                    |                                 |
| 2014 | «Fallen»                                |                                 |
| 2015 | «Reloaded»                              | Kazuaki"nkm"Nakamura (wamhouse) |
| 2015 | «Ghost of a smile»                      | Kazuaki"nkm"Nakamura (wamhouse) |
| 2015 | «Door»                                  | Kazuaki"nkm"Nakamura (wamhouse) |
| 2016 | «Kabaneri of the Iron Fortress»         |                                 |
| 2016 | «Welcome to the *fam»                   |                                 |
| 2017 | «Eiyū: Unmei no Uta»                    |                                 |
| 2019 | «Sakase ya Sakase»                      |                                 |
| 2021 | «Zettai Zetsumei»                       |                                 |
| 2021 | «Bang!!!»                               | Hiroshi Kizu (P.I.C.S)          |
| 2022 | «Gold»                                  | Hiroshi Kizu (P.I.C.S)          |
| 2022 | «Bang!!! (M2U Remix)»                   | Hiroshi Kizu (P.I.C.S)          |

## Нотатки
1. ↑  яп. リローデッド, латиніз.: Rirōdeddo
2. ↑  яп. 英雄 運命の詩
3. ↑  яп. 咲かせや咲かせ